# Arnaldo Otegi
Otegi  Mondragon est un nom espagnol. Le premier nom de famille, en général paternel, est Otegi ; le second, en général maternel, souvent omis, est Mondragon.
Arnaldo Otegi Mondragon (né le 6 juillet 1958 à Elgoibar) est un homme politique basque, militant indépendantiste. Il est secrétaire général de Sortu de 2013 à 2017 et coordinateur général d'EH Bildu depuis 2017.

## Biographie
Arnaldo Otegi est né le 6 juillet 1958 à Elgoibar, localité de la province du Guipuscoa au Pays basque espagnol.
Il est licencié en philosophie et en lettres. Il est marié et père de deux enfants.
Militant de l'organisation terroriste Euskadi ta Askatasuna (ETA), branche politico-militaire, il s'exile en France en 1977. Arrêté puis expulsé, il est remis aux autorités espagnoles en 1987. Il est jugé à Madrid et condamné à six ans d'emprisonnement. Il est libéré en 1990.
En 1997, il est élu membre de la direction provisoire du parti Herri Batasuna, pour pallier l'emprisonnement des responsables de cette formation politique. Le 12 septembre 1998 Otegi participe à la signature des accords de « Lizarra-Garazi » et est à nouveau élu parlementaire aux élections autonomiques d'octobre 1998, sous le sigle d'Euskal Herritarrok (EH). Lors des élections au Parlement de Gasteiz en octobre 2004, il obtient un siège de parlementaire autonomiste. 
Après les interdictions successives de Herri Batasuna, d'Euskal Herritarrok et de Batasuna, il fait connaître en novembre 2004 la proposition d'Anoeta, dans laquelle la gauche indépendantiste expose ses bases pour la résolution du conflit en Pays basque. 
Les tribunaux ont ouvert plusieurs procédures à l'encontre d'Arnaldo Otegi, dont certaines pour apologies du terrorisme. Cela lui a valu un emprisonnement en 2005 et un autre le 27 avril 2006 pour une durée de 15 mois, peine effectuée entre le 8 juin 2007 et le 30 août 2008. Depuis, il semble prendre ses distances avec la stratégie d'ETA, qui a rompu la trêve de 2006, appelant au « dialogue et à la négociation » pour résoudre le « conflit basque ». Il est l'artisan principal de la désaliénation de la gauche abertzale à l'égard de la lutte armée. Il est conséquemment un de ceux ayant pris le plus de risques personnels dans le processus de paix au Pays basque. Avec le concours du mouvement Aralar, il a contribué à isoler l'organisation armée de ses relais politiques traditionnels. La contre-productivité politique de cette dernière s'étant amplifiée à partir des assassinats d'élus comme celui de Gregorio Ordonez, il aura fallu du temps à Otegi pour le faire comprendre à un mouvement soumis à des provocations répétées plus ou moins destinées à en maintenir ses acteurs toujours aussi radicalisés et peu clairvoyants (source : synthèse d'articles de la presse basque de 1998 à 2010).
Le 13 octobre 2009, il est de nouveau incarcéré, en même temps que d'autres personnalités de la Gauche abertzale, pour avoir tenté de reconstituer une base politique abertzale. En janvier 2010, il entame une grève de la faim, à l'appel du Collectif des Prisonniers Politiques Basques (EPPK).
Le 2 mars 2010, il est condamné par l'Audiencia Nacional d'Espagne à deux ans d'emprisonnement et 16 ans d'inhabilitation, pour avoir participé le 9 juin 2005 à un événement en soutien à José María Sagardui "Gatza".
Il est à nouveau condamné à une peine d'un an d'emprisonnement pour avoir déclaré que « le Roi est le chef des tortionnaires » ; mais en 2011, la Cour européenne des droits de l'homme a condamné l’État espagnol, jugeant que cette condamnation porte atteinte la liberté d'expression. L'Espagne a donc été condamnée à verser 23 000 euros au leader politique.
Otegi est libéré de prison le 1er mars 2016. Sa sortie est saluée par les dirigeants de la gauche abertzale, et par les leaders de Podemos ; ce qui provoque de vives critiques d'autres partis politiques, notamment Ciudadanos, et d'une part de la presse, dont El Mundo.
Le 6 novembre 2018 la Cour européenne des droits de l'homme se prononce sur sa condamnation et conclut qu'Analdo Otegi n'a pas eu droit à un procès équitable en Espagne

### Filmographie
Julio Medem, Euskal pilota: larrua harriaren kontra (La Pelote basque : la peau contre la pierre)